# パワフルプロ野球TOUCH
『パワフルプロ野球TOUCH』（パワフルプロやきゅう たっち）とは2009年よりコナミデジタルエンタテインメントから配信されていたAndroid、iPhone/iPod touch用野球ゲームである。2010年・2011年には『パワフルプロ野球TOUCH 公式ライセンス版』として、iPhone/iPod touch版が発売され、2012年からはAndroid版も配信されている。
タップやフリックで操作するほか、オプションで走塁・守備をオートに選択することも可能。サクセスモードは搭載されていない。

## シリーズ

### パワフルプロ野球TOUCH
2009年7月21日より配信開始（600円）。モードは「対戦」と「ペナント」（25/50/140試合）の2つで、チーム、選手、球場は架空のもの。パワプロスターズには猪狩兄弟などパワプロシリーズのキャラクター名が含まれ、その他の5球団は日本の各地域それぞれの地名や名物が選手名に使われている。

### パワフルプロ野球TOUCH 公式ライセンス版2010
2010年4月11日に配信開始（800円）。日本プロ野球のライセンスを受け、セ・パ12球団の実名選手（2010年度開幕時の予想データ）が登録されている。
「対戦」にはBluetooth機能（第1世代iPod touchをのぞくiOS 3.0以上対応）を用いた通信対戦モードが追加された。
実在のプロ野球球団から選手を入れ替えたり、チーム名、マーク、ユニフォームを変更出来る「アレンジ」が追加された。作ったオリジナルチームは「対戦」および「ペナント」で使用できる。

### パワフルプロ野球TOUCH 公式ライセンス版2011
2011年4月12日に配信開始（800円）。前年に続いて実名データで、エフェクトやムービー演出が追加されたほか、操作方法も従来の「タッチ」だけでなく、「ロックオン」「マニュアル」を加えた3種類から選べるようになった。

### パワフルプロ野球TOUCH2012
2012年3月21日より配信開始。Android版も追加されたほか、基本無料（アイテム課金）のソーシャルゲームとなった（チームエディットはソーシャル・ネットワーキング・サービス「kiwi」への入会が必要となりガチャが導入された）。「ペナント」（実名データ）はライセンスパック（900円）の購入が別途必要。

### パワフルプロ野球TOUCH2013
2013年3月28日より配信開始。2014年3月31日午前10時にて配信終了。Android版とiOS版とが配信された。前作同様、基本無料（詳しくは、上記を参照されたい。）であるが、初期状態で「ペナント」（実名データ）が利用可能。

### パワフルプロ野球TOUCH2014
2014年4月17日より配信開始（基本無料）。2015年3月31日をもって、配信を終了。2015年4月28日、正式サービス終了。
前作同様の仕様であるが一部が変更された。
今作からは、『チャレンジ』という機能が追加され、オンラインで全国のプレイヤーと対戦することができるようになった。